# Junkers Ju 87
Junkers Ju 87 sau Stuka (din germană Sturzkampfflugzeug = bombardier în picaj) a fost un avion de luptă german din timpul celui de-al doilea război mondial, fabricat de firma Junkers Flugzeug- und Motorenwerke AG (Junkers). A fost proiectat de Hermann Pohlmann, produs începând cu anul 1935 iar în 1936 a fost folosit prima oară în luptă de Legiunea Condor, în războiul civil spaniol. A fost una din cele mai de succes arme folosite de germani în blitzkrieg.

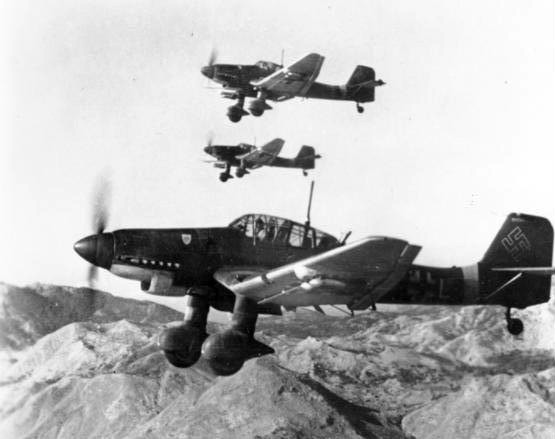
1943

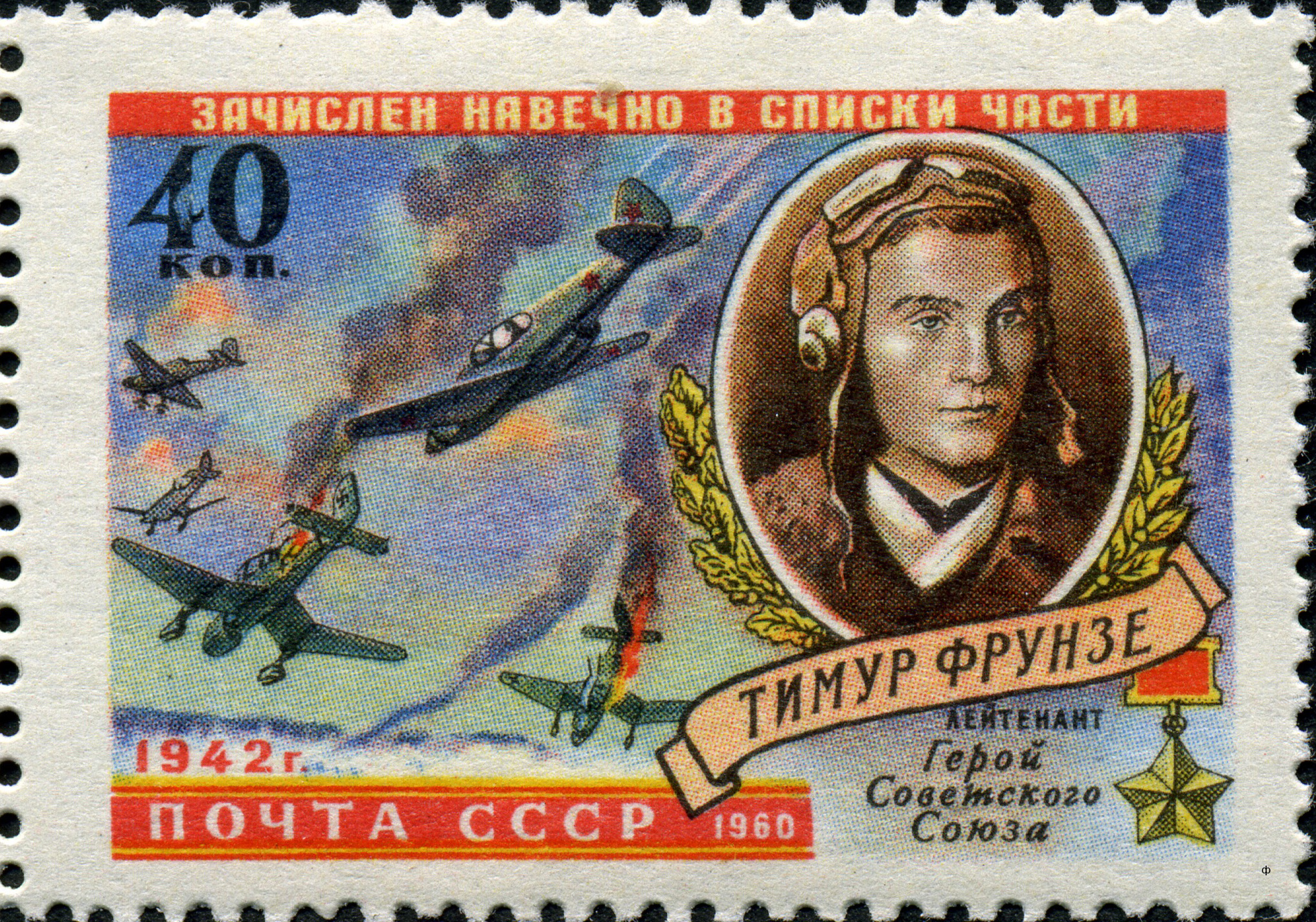
1941

## Descriere

Junkers Ju 87B-2 Stuka

Acest avion, spre deosebire de bombardierele obișnuite ale timpului respectiv, putea să intre în picaj controlat, având astfel ținta mereu în vizor și trimițând bombele cu o precizie mult mai mare decât ar fi făcut-o oricare alt bombardier clasic.
S-a observat că, pe lângă efectul devastator pe care îl produceau bombele, sunetul avionului în picaj producea un efect de teroroare psihologică asupra liniilor inamice. Ulterior aceste aparate au fost dotate cu sirene pentru a spori efectul. Toate aceste capabilități au fost observate de Ernst Udet, unul dintre marii eroi aeronautici ai primului război mondial. Acesta însă a supraestimat capacitățile avionului impunând ca toate bombardierele care urmau să fie construite să aibă această posibilitate de a intra în picaj (punând astfel capăt unor modele promițătoare precum bombardierele grele Heinkel He 177).
Primele zboruri ale modelului au fost înregistrate în 1935, iar câteva Ju 87A-ls și Ju 87B-ls au fost folosite de Legiunea Condor în Spania în 1938, 1939. În timpul invadării Poloniei, Germania dispunea de peste 300 de astfel de bombardiere (Ju 87s). Dar momentul în care ele au șocat lumea a fost la invadarea Franței și a Țărilor de Jos, când, deși la sol germanii au fost depășiți numeric, totuși Luftwaffe a obținut ceva foarte important, supremația aeriană, astfel putând lovi din plin inamicul cu bombardiere în picaj, în timp ce tancurile eliminau ce mai rămânea. Ceea ce a uimit la aceste avioane era acuratețea în acțiunile lor, pentru atunci remarcabilă. Erau un fel de artilerie zburătoare, mult mai precisă și cu o rază mult mai mare.
În primul război mondial, trupelor germane le fusese foarte greu să spargă linia frontului pentru că de fiecare dată apărătorii reușeau să refacă mai rapid linia frontului decât aceasta putea fi atacată de inamic. Cu introducerea acestui bombardier însă lucrurile se schimbau radical, deoarece acestea distrugeau tancurile franceze chiar în timp ce erau transportate. Cu toate acestea, toate Ju 87 erau încă dependente de menținerea unei supremații aeriene pentru a-și duce la bun sfârșit misiunile. Dotarea slabă a tuturor acestor bombardiere, din punctul de vedere al posibilităților de apărare, a fost exploatată la maxim de către aliați care le puteau doborî cu ușurință pentru că erau atât încete cât și slab echipate cu arme. De fapt, aveau ca singur mijloc de apărare doar mitraliere fixe, așezate două în față și una mobilă  montată în spate. Deși aparent aveau suficiente mijloace de apărare, totuși puterea de foc a avioanelor germane era inferioară față de cea a inamicilor, care aveau mitraliere de 12,7 mm comparate cu ale germanilor de "numai" 7.9 mm.
Cu toate acestea, bombardierele Ju 87 Stuka puteau să transporte o bombă de 1.800 de kg. pentru o misiune cu rază scurtă. Experiența de pe câmpul de luptă din Rusia a arătat că aruncarea unei încărcături mari direct deasupra unui tanc era dificilă chiar și pentru aceste avioane. Astfel bombardierele au fost echipate cu bombe de tip SD-4-H1 de 4 kg care erau eficiente pentru penetrarea blindajului subțire pe care îl aveau tancurile deasupra. Chiar și masivele tancuri rusești JS-2 nu rezistau în fața preciziei acestor bombardamente. Printre ultimele modele de avioane de acest tip se aflau și Ju 87 G-1, care deși aveau o dotare superioară ca forță de foc, având două tunuri de 37 mm, erau în schimb mai lente decât versiunile anterioare.
Spre deosebire de alte bombardiere în picaj, avioanele Stuka se îndreptau spre sol sub un unghi real de 90° accelerând de la 410 km/h la 540/h (maximum de viteză era de 600 km/h) și parcurgând astfel 1.370 m. Avionul era dotat cu un sistem prin care, în funcție de distanța față de pământ, se semnala pilotului (prin aprinderea pe bord a unui indicator) că va ieși automat din picaj. Astfel, coborând încă 450 m, pilotul era supus unei accelerații care îl făcea să fie expus la o forță de 6 ori mai mare decât greutatea sa (forță de 6g).
Performanțele cele mai bune ale acestor aparate, au fost înregistrate pe frontul rusesc unde 290 de asemenea avioane au fost trimise să atace fără să se teamă de interceptare din partea rușilor. Însuși Hans-Ulrich Rudel (unul dintre piloții favoriți ai lui Hitler și printre cei mai decorați piloți germani) pretindea că ar fi distrus 519 tancuri rusești pe parcursul războiului, de la bordul avionului său, și că a avariat cuirasatul Marat. Producția acestor avioane a atins un maxim în anul 1943 când au fost trimise o serie și în România.
În concluzie putem spune despre aceste avioane că au fost pentru cel de-al II-lea război mondial ce au fost B-2-urile pentru războiul din Iugoslavia, o armă minune care a schimbat poate cursul războiului iar dacă nu, o putem numi măcar prima armă de teroare.